# Пестиха (Тверская область)
Пестиха — деревня в Бежецком районе Тверской области. Входит в состав муниципального образования «Город Бежецк».

## География
Деревня примыкает к восточной части города Бежецк. Расстояние до центра города составляет около 3 км.

## История
В середине XIX века деревня относилась к Казанскому приходу Филипковской волости Бежецкого уезда Тверской губернии. В 1859 году в Пестихе было 8 дворов и 49 жителей, в 1887 году — 12 дворов и 75 жителей. По переписи 1920 года в Пестихе был 21 двор и проживало 116 человек.
С июля 1989 года Пестиха стала центром одноимённого сельсовета. По данным на 1997 год в деревне имелось 271 хозяйство и проживало 833 человека. В Пестихе находилась администрация сельского округа, центральная усадьба совхоза «Зареченский», неполная средняя школа, детский сад, клуб, магазин и медпункт.

## Население
| 2010 |
| ---- |
| 702  |

В 2002 году в деревне проживало 765 человек.
Согласно результатам переписи 2002 года, в национальной структуре населения русские составляли 97 % от жителей.